# Souad Bendjaballah
Souad Bendjaballah (en arabe : سعاد بن جابالله) est une juriste, militante pour les droits des femmes et femme politique algérienne.

## Biographie
Elle fait partie du groupe de recherche Histoire des femmes en Méditerranée avec Fatima-Zohra Guechi et participe à ce colloque en novembre 1999 à l'Université Mentouri de Constantine,. Le 8 octobre 2003 , elle est nommée ministre déléguée auprès du ministre de l'enseignement supérieur, chargé de la recherche scientifique. Elle occupe cette fonction jusque 2012. Le 4 septembre 2012 , elle est nommée ministre de la solidarité nationale, de la famille et de la condition féminine sous le Gouvernement Abdelmalek Sellal I. Elle est reconduite à ses fonctions sous le Gouvernement Abdelmalek Sellal II lors du remaniement du 11 septembre 2013. Elle occupe ce poste jusque mai 2014. 